# Marmanhac
Marmanhac ist ein französischer Ort und eine Gemeinde mit 686 Einwohnern (Stand: 1. Januar 2022) im Département Cantal in der Region Auvergne-Rhône-Alpes. Die Gemeinde gehört zum Arrondissement Aurillac und zum Kanton Naucelles. Die Einwohner werden Marmanhacois genannt.

## Lage
Marmanhac gehört zur historischen Region des Carladès und liegt etwa neun Kilometer nordnordöstlich des Stadtzentrums von Aurillac am Authre. Umgeben wird Marmanhac von den Nachbargemeinden Saint-Cernin im Nordwesten und Norden, Girgols im Norden, Laroquevieille im Nordosten, Velzic im Osten, Saint-Simon im Süden sowie Jussac im Westen.

## Bevölkerungsentwicklung
| Jahr                       | 1962 | 1968 | 1975 | 1982 | 1990 | 1999 | 2006 | 2019 |
| Einwohner                  | 841  | 863  | 890  | 789  | 749  | 706  | 723  | 726  |
| Quellen: Cassini und INSEE |      |      |      |      |      |      |      |      |

## Sehenswürdigkeiten
- Kirche Saint-Saturnin, Monument historique
- Schloss L’Estang, Monument historique
- Schloss Sédaiges, Monument historique
- Schloss La Voulte, Monument historique

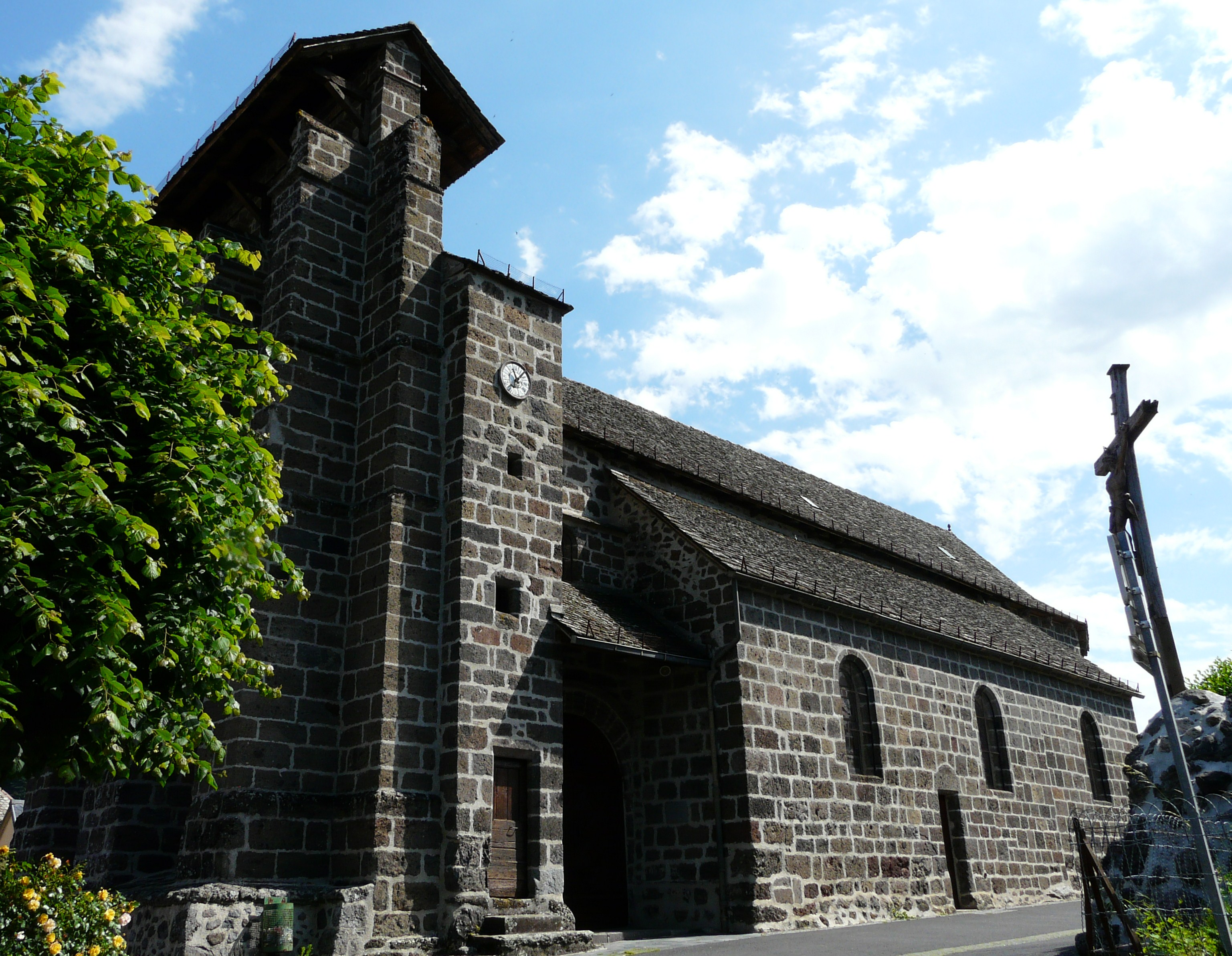
Kirche in Saint-Saturnin
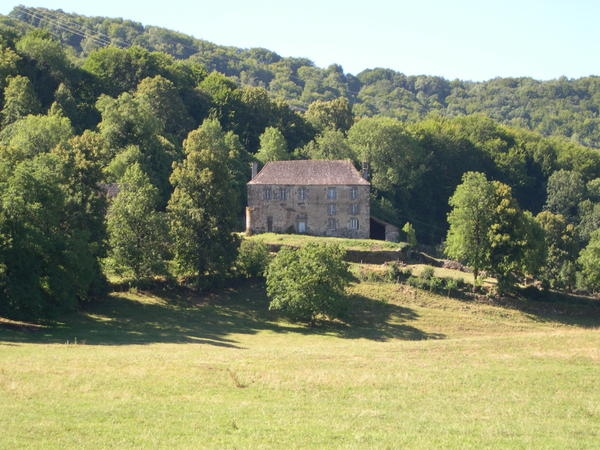
Schloss Estang
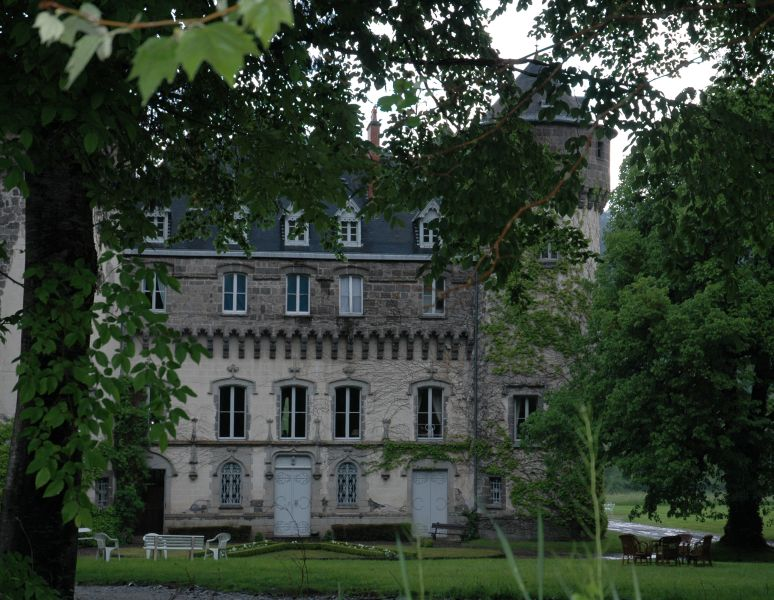
Schloss Sédaiges
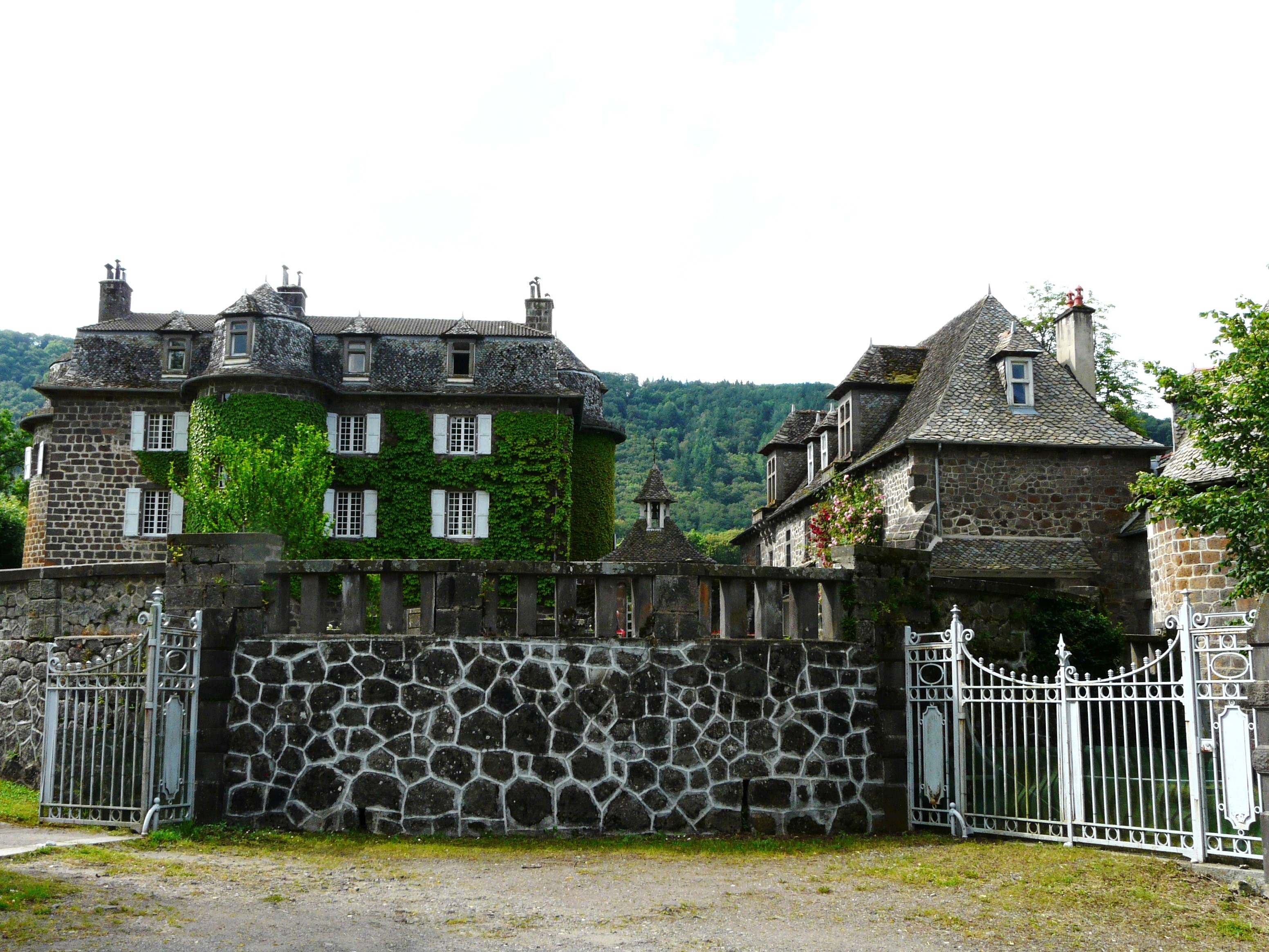
Schloss La Voulte